# 四中心二電子結合
四中心二電子結合（よんちゅうしんにでんしけつごう、英: four-center two-electron bond）は、2つの電子を4つの原子が共有している化学結合の一種である。この種の結合はまれである。普通の結合は、2つの原子が2つの電子を共有している（二中心二電子結合）。四中心二電子結合は、特定のクラスター化合物において存在が前提とされている。例えば、ボラン B6H7− アニオンは、三角形の面の一つにプロトンが付随したB6H62− 八面体構造をとっている。その結果八面体は歪み、四中心二電子結合によって形成されるBBBH偏菱形環を確認することができる。この結合は一般的に電子欠乏性偏菱形環と関連しており、既によく研究された三中心二電子結合や三中心四電子結合に加わる比較的新しい研究分野である。
四中心二電子結合を持つ純粋な有機化合物の例は、アダマンチルジカチオンである。